# Archdale (Caroline du Nord)
Pour les articles homonymes, voir Archdale.
Archdale est une ville limitrophe des comtés de Guilford et de Randolph en Caroline du Nord. Sa population s'élevait à 11 415 habitants au recensement de 2010.

## Démographie
| 1890 | 1900 | 1910 | 1920 | 1930 | 1940  |
| ---- | ---- | ---- | ---- | ---- | ----- |
| 224  | 182  | 145  | 178  | 628  | 1 097 |

| 1950  | 1960  | 1970  | 1980  | 1990  | 2000  |
| ----- | ----- | ----- | ----- | ----- | ----- |
| 1 218 | 1 520 | 4 874 | 5 326 | 6 913 | 9 014 |

| 2010   | - | - | - | - | - |
| ------ | - | - | - | - | - |
| 11 415 | - | - | - | - | - |